# Champagne-i Aliz ciprusi királyné
Champagne-i Aliz (1195/96 – 1247), görögül: Αλίκη της Καμπανίας , franciául: Alice (Alix) de Champagne, születése jogán az anyja által jeruzsálemi királyi hercegnő és trónörökös, az apja okán champagne-i grófnő és a Champagne-i Grófság trónkövetelője, első házassága révén ciprusi királyné, Ciprus és a Jeruzsálemi Királyság régense, harmadik házassága folytán antiochiai fejedelemné és tripoliszi grófné. I. (Montferrati) Mária jeruzsálemi királynő és Lusignan Szibilla örmény királyné féltestvére, Champagne-i Mária konstantinápolyi latin császárnénak, I. (Flandriai) Baldvin császár feleségének az unokahúga, valamint II. András magyar király harmadfokú unokatestvére. A Blois-ház tagja.

## Élete
Édesapja I. Henrik iure uxoris jeruzsálemi király és II. Henrik néven champagne-i gróf. Édesanyja I. (Anjou) Izabella jeruzsálemi királynő. Anyja révén féltestvére volt I. (Montferrati) Mária jeruzsálemi királynő, valamint Lusignan Szibilla, I. Leó örmény király második felesége és I. Izabella örmény királynő anyja.
Apja révén közeli rokonságban állt Champagne-i Mária konstantinápolyi latin császárnéval, I. (Flandriai) Baldvin császár feleségével, aki az apjának volt a húga, és aki a jeruzsálemi látogatása során, 1204. augusztus 9-én halt meg. Ugyancsak az apja révén elsőfokú unokatestvére volt I. (Blois) Tibold navarrai királynak, IV. Tibold néven Champagne grófjának, aki apja öccsének, III. Tibold champagne-i grófnak volt a fia. Aliz nagybátyját, III. Tiboldot választották a IV. keresztes háború: (1202–1204) vezetőjévé 1201-ben, azonban még az utazás előtt meghalt. Ezután Aliz anyjának, I. Izabella királynőnek egy másik sógorát, Montferrati Bonifácot választották a keresztesek a vezetőjüknek, aki I. Izabella második férjének, I. (Montferrati) Konrádnak volt az öccse, és Aliz féltestvérének, I. (Montferrati) Máriának a nagybátyja. A IV. keresztes háború idején foglalták el Konstantinápolyt a keresztesek, és választották elsőként császárrá 1204-ben IX. Baldvin flandriai grófot, Aliz nagynénjének, Champagne-i Máriának a férjét.
Aliz az elsőfokú unokatestvérével, IV. (Champagne-i) Tibolddal, a későbbi navarrai királlyal örökösödési vitában állt a Champagne-i Grófságért, hiszen Aliz volt apjának legidősebb élő lánya, és mivel apja volt az elsőszülött, így magának követelte a Champagne grófnője címet unokatestvérével szemben, aki csak a másodszülött fiúnak, Aliz nagybátyjának, III. Tibold volt a fia.
1208-ban feleségül ment a mostohatestvéréhez, mostohaapjának, anyja negyedik férjének, Imre jeruzsálemi királynak és ciprusi királynak Ibelin Eschivától származó fiához, I. Hugó ciprusi királyhoz. Házasságukból három gyermek született.
II. András magyar király szentföldi hadjárata során 1217-ben megállt Cipruson, ahol csatlakozott hozzá I. Hugó is. II. András az édesanyja, Châtillon Anna antiochiai hercegnő révén közeli rokonságban állt a ciprusi királynéval, Alizzal, így a ciprusi királyi pár családtagként üdvözölte a magyar királyt. II. András II. Baldvin jeruzsálemi király ükunokája volt.
A Jeruzsálemi Királyságban érvényes trónöröklési rend szerint II. Izabella jeruzsálemi királynő halála esetén, aki ekkor a névleges uralkodó volt, hiszen csak 5 éves volt, anyai nagynénjét, Champagne-i Alizt illette a jog a jeruzsálemi trónra. Hugó II. Andrással együtt érkezett a Jeruzsálemi Királyságba, ott megbetegedett, és 1218. január 10-én váratlanul elhunyt. II. András is megbetegedett, de felgyógyult (a következő szöveg korabeli helyesírással íródott, így némileg eltér a mai változattól): „1217 közepén Palesztina felé vonult, szept. 8-án Cyprusba érkezett. A Libanon völgyében megmérgezett italt adtak neki; elővigyázóan előbb megizlelte; ettől megbetegedett.” I. Hugót egyéves fia, I. Henrik követte a trónon Cipruson, aki anyja révén a Jeruzsálemi Királyság trónöröklési listáján a második helyen állt.

## Gyermekei
- 1. férjétől, I. (Lusignan) Hugó (1193/94–1218) ciprusi királytól, 3 gyermek:
  - Mária (1215 előtt–1251/53) ciprusi és jeruzsálemi királyi hercegnő, férje IV. (Brienne-i) Valter (1205 előtt–1244/47), Jaffa grófja, III. (Brienne-i) Valter tarantói hercegnek és Hauteville-i Elvira szicíliai királyi hercegnőnek, I. Tankréd szicíliai király lányának a fia, 3 gyermek, akiket kizártak a ciprusi trónöröklésből 1267-ben
  - Izabella (1216 előtt–1264), ciprusi és jeruzsálemi királyi hercegnő, a Jeruzsálemi Királyság régense és trónörököse, férje Poitiers-i Henrik (–1276) antiochiai herceg, a Jeruzsálemi Királyság legfőbb bírája, 2 gyermek, többek között:
    - III. (Poitiers-i) Hugó (1240 előtt–1284) antiochiai herceg, ciprusi (1267) és jeruzsálemi király (1268), felvette a Lusignan családnevet (második Lusignan-ház (Lusignan-Poitiers-ház)), felesége Ibelin Izabella (1241–1324) bejrúti úrnő, 11 gyermek

  - Henrik (1217–1253), I. Henrik néven ciprusi király és a Jeruzsálemi Királyság régense, 1. felesége Aliz (1214/20–1233) montferrati őrgrófnő, I. (Montferrati) Mária jeruzsálemi királynő unokahúga, nem születtek gyermekei, 2. felesége Szaven-Pahlavuni Stefánia (1217–1249) barbaroni úrnő, I. Hetum örmény király nővére, nem születtek gyermekei, 3. felesége Poitiers-i Plaisance (1237/38–1261) antiochiai hercegnőtől, 1 fiú:
    - (3. házasságából): II. Hugó (1252–1267) ciprusi király, felesége Ibelin Izabella (1252 körül–1282/83) bejrúti úrnő, nem születtek gyermekei
- 2. férjétől, Dampierre-i Vilmos úrtól, nem születtek gyermekei
- 3. férjétől, V. Bohemond (1200 körül–1251/52) antiochiai hercegtől és tripoliszi gróftól, elváltak, nem születtek gyermekei
- 4. férjétől, Soissons Rudolf (1215–1277) (Raoul de Soissons) cœuvres-i úrtól, a Jeruzsálemi Királyság régensétől, III. (Nesle-i) Rudolf (Raoul) soissons-i gróf fiától, nem születtek gyermekei

## Külső hivatkozások
- FMG/Jerusalem Kings Genealogy – 2014. május 27.
- FMG/Cyprus Kings Genealogy – 2014. május 27.
- Euweb/House of Lusignan/Cyprus Kings Genealogy – 2014. május 27.
- Euweb/The House of Champagne-Blois – 2014. május 27.
- Sovereigns, Kingdoms and Royal Landmarks of Europe – 2014. május 27.
- Genealogie-Mittelalter/Alice (Alix) von Champagne Königin und Regentin von Zypern – 2014. május 27.

| Előző Anjou Izabella | Ciprusi királyné 1208 – 1218 | Következő Montferrati Aliz |

| Előző I. (Lusignan) Hugó | Ciprus királya 1218 – 1225 (Régens) | Következő Ibelin Fülöp |

| Előző Montferrati Mária Hohenstaufen Margit | Jeruzsálem trónörököse 1206 – 1226 1227 – 1247 | Következő Hohenstaufen Margit Lusignan Henrik |

| Előző uralkodó: Hohenstaufen Frigyes | Jeruzsálem királya 1243 – 1247 (Régens) | Következő uralkodó: Lusignan Henrik |